# Отлив (сериал)
«Отлив» (англ. The Undertow) — будущий телесериал с Джейми Дорнаном в главной роли. Ремейк норвежского сериала «Близнецы». Его премьера состоится на стриминговой платформе Netflix.

## Сюжет
Адам и Ли — однояйцевые близнецы, живущие совершенно разными жизнями. Когда Ли впервые за 15 лет встречается с братом, ссора заканчивается тем, что жена Адама, Никола, считает, что случайно убила Ли.

## В ролях
- Джейми Дорнан — Адам и Ли
- Маккензи Дэвис — Никола
- Иэн Де Кэскер
- Гэри Льюис

## Производство
Компании Complete Fiction и wiip занимаются производством сериала по заказу Netflix на основе норвежского сериала Twin. Сара Доллард, Ханна Джеймсон, Скаут Криппс и Кам Одедра стали авторами сценария сериала, Доллард также выступает исполнительным продюсером. Джереми Ловеринг выступит исполнительным продюсером и режиссёром сериала. Джейми Дорнан — исполнительный продюсер. Нира Парк и Рэйчел Прайор из Complete Fiction вместе с Дэвидом Флинном и Полом Ли занимаются исполнительным производством для wiip.
Джейми Дорнан и Маккензи Дэвис получили главные роли в марте 2024 года. Съёмки сериала проходили в Шотландском нагорье в мае 2024 года. Среди других мест съёмок — шотландские острова Сатерленд и Малл.
Премьера сериала на Netflix ожидается в 2025 году.